# Valeria Palomino
Valeria Palomino – ekwadorska judoczka.
Brązowa medalistka mistrzostw panamerykańskich w 2001, a także igrzysk Ameryki Południowej w 2002. Wygrała mistrzostwa Ameryki Południowej w 2001 roku.